# ジナスティカ・ナチュラル
ジナスティカ・ナチュラル（ポルトガル語: Ginástica Natural）はストレッチ、ヨーガの呼吸、柔術の動き、人間の自然な動きを組み合わせたトレーニング方法。

## 歴史
ホールス・グレイシーの弟子、アウバロ・ホマーノが開祖。

## 動作
「人間本来の動き」を追究し鍛えることを目的とするためバーベル、マシンといった器具は一切使用しない。アイソメトニック・コントラクションといったあまり動かず筋肉を鍛える方法や、サルのようにハシゴを上り下りするような動作で鍛える。

## 外部サイト
- Ginastica Natural（ポルトガル語）